# Amidosulfuron
Amidosulfuron ist eine chemische Verbindung aus der Gruppe der Sulfonylharnstoffe und Pyrimidine.

## Gewinnung und Darstellung
Amidosulfuron kann durch Reaktion von Methan-N-methylsulfonamid mit Chlorsulfonylisocyanat und 2-Amino-4,6-dimethoxypyrimidin gewonnen werden.

## Eigenschaften
Amidosulfuron ist ein farbloser Feststoff mit leicht säuerlichem Geruch, der in Wasser löslich ist, wobei die Wasserlöslichkeit stark vom pH-Wert abhängig ist. Bei 20 °C liegt diese bei 9 mg·l−1 bei einem pH-Wert von 5,8, und bei 13.500 mg·l−1 bei einem pH-Wert von 10,0. Die Verbindung ist stabil gegenüber photolytischem Abbau.

## Verwendung
Amidosulfuron wird bevorzugt als selektives Nachauflauf-Herbizid gegen breitblättrige Unkräuter verwendet. Die Wirkung beruht auf der Hemmung der Aminosäuresynthese von Valin und Isoleucin durch Hemmung der Acetolactatsynthese. Die Aufnahme der Verbindung erfolgt hauptsächlich über die Blätter.

## Zulassung
Amidosulfuron ist seit 1994 in Deutschland zugelassen.
In Deutschland, Österreich und der Schweiz sind Pflanzenschutzmittel (z. B. Hoestar) mit diesem Wirkstoff zugelassen.